# قصر اللبخة
قصر اللبخة أو عين اللبخة، هي قلعة ومستوطنة رومانية قديمة، تقع شمال منخفض الخارجة، على بعد حوالي 50 كم من مدينة الخارجة وحوالي 12 كم غرب طريق أسيوط الرئيسي إلى المدينة نفسها. يحتوي الموقع على معبدين وحصن كبير ومجموعة من القبور المزخرفة.
شيدت قلعة اللبخة في موقع استراتيجي عند واد بقاعدة الجرف الشمالي وكانت تتمركز بها حامية لحراسة تقاطع طريقين قديمين هامين للقوافل من الشمال والغرب. تشبه قلعة قصر اللبخة حصن دير المنيرة المجاور في النمط المعماري، لكنها أصغر منه، ومع ذلك، لا بد أن قصر اللبخة كان ذو مشهد مهيب بجدرانه المصنوعة من الطوب اللبن والتي تصل إلى ارتفاع 12 م مع أربعة أبراج مستديرة ضخمة موزعة على أركانه. يتيح المدخل على الجانب الشرقي الوصول إلى الداخل، وهو اليوم عبارة عن أنقاض من الجدران المنهارة وبقايا من الحجرات المقببة المغمورة بالرمال.
كانت العديد من المباني تحيط بالقلعة سابقاً وإلى الجنوب توجد بقايا طينية لبئر كبير ونبع قديم لا يزال محاطاً بأشجار النخيل والسنط والطرفاء، وقد عملا على توفير المياه للقلعة والمستوطنة. من المحتمل أن يشير حجم البئر إلى أن مجتمعاً كبيراً كان يعيش بالموقع، والذي كان يخدمه سلسلة من القنوات التي شُقت لنقل المياه إلى الحقول المزروعة. لم تخضع القلعة نفسها للتنقيب أبداً، لكن المنطقة الواقعة أسفل الجدران الغربية والجنوبية كانت مؤخراً موضوع دراسة أجراها المجلس الأعلى للآثار بالتعاون مع فريق ألفا نيكروبوليس الفرنسي، الذين اكتشفوا العديد من التماثيل الصغيرة بالإضافة إلى كميات كبيرة من الفخار الروماني. كان قصر اللبخة أيضاً جزء من مسح شمال واحة الخارجة الذي أجراه فريق فرنسي من علماء الآثار.

## معرض الصور

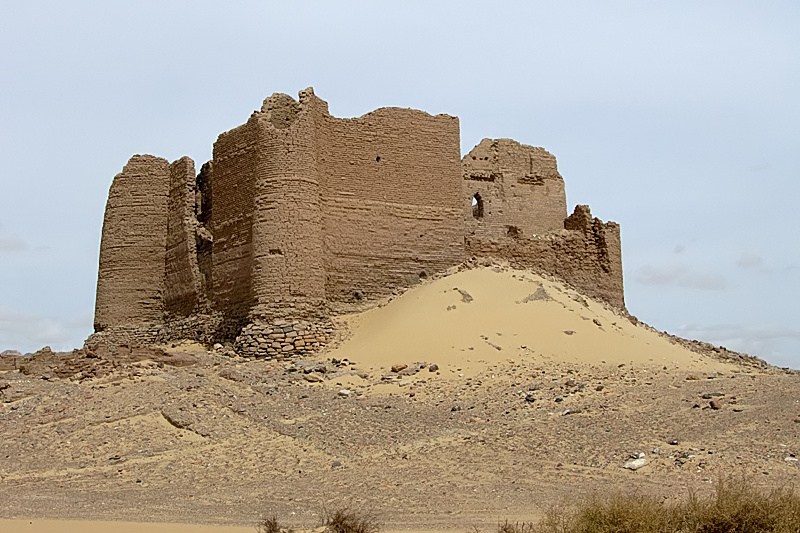
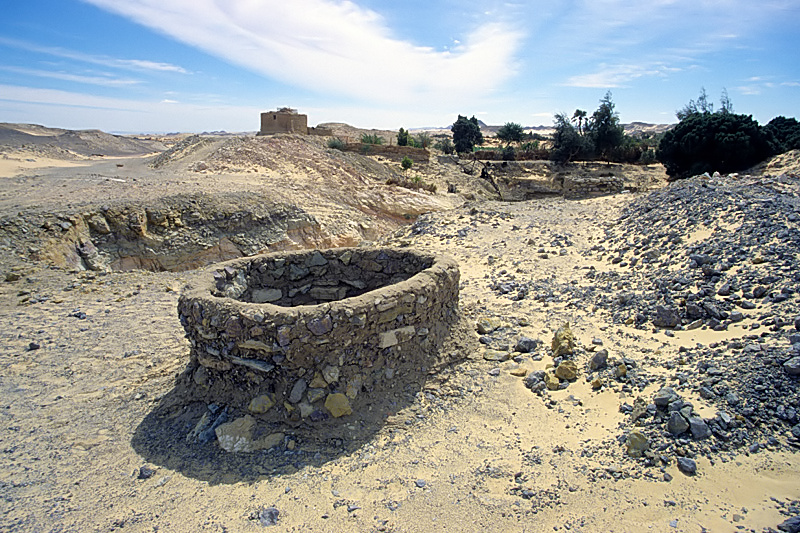
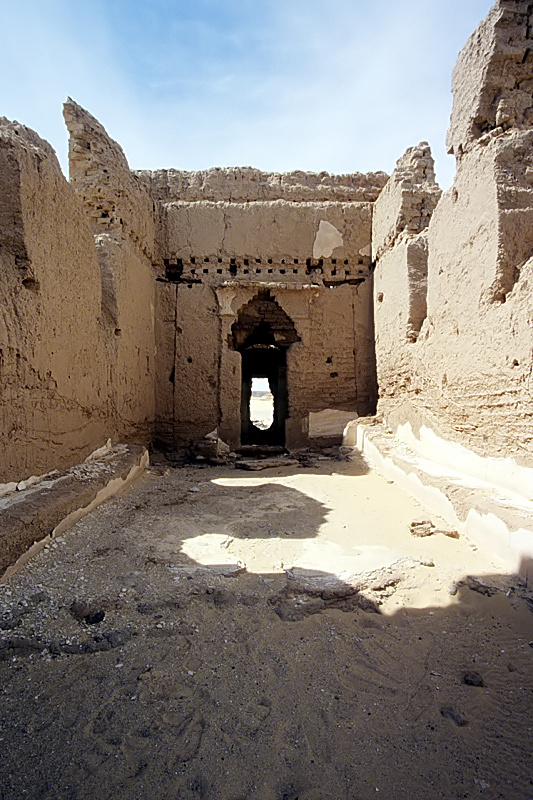